# In My Life (George Martin)
In My Life is een album uit 1998 dat werd samengesteld en geproduceerd door George Martin. 
Om zeker te zijn welk album het laatste zou zijn dat hij ooit produceerde bracht Martin dit album uit. Hij bracht hiervoor artiesten bij elkaar die hij, naast The Beatles, altijd al had gewaardeerd. Het project leverde een aantal ongebruikelijke coverversies van Beatles-nummers op. De nummers van dit album zijn:
1. "Come Together" – Robin Williams & Bobby McFerrin
2. "A Hard Day's Night" – Goldie Hawn
3. "A Day in the Life" – Jeff Beck
4. "Here, There and Everywhere" – Céline Dion
5. "Because" – Vanessa-Mae
6. "I Am the Walrus" – Jim Carrey
7. "Here Comes the Sun" – John Williams
8. "Being for the Benefit of Mr. Kite!" – Billy Connolly
9. "The Pepperland Suite" – George Martin
10. "Golden Slumbers"/"Carry That Weight"/"The End" – Phil Collins
11. "Friends and Lovers" – George Martin
12. "In My Life" – Sean Connery